# Marko Fink
Marko Fink, slovenski pevec resne glasbe (basbaritonist), * 26. november 1950, Buenos Aires, Argentina.
Marko Fink (tudi Marcos Teodoro Fink) je rojen v slovenski izseljeniški družini v Argentini, sicer pa večinoma živi in deluje v Ljubljani. 
Bil je član različnih vokalnih skupin v Argentini, solistično pevsko kariero pa je začel leta 1985. Izobraževal se je pri mnogih evropskih pevskih pedagogih. Medtem je deloval kot profesor agrarne zoologije na Univerzi v Buenos Airesu. Leta 1988 je na podlagi pevskih uspehov prejel štipendijo in odšel na izpopolnjevanje v London. Leta 1990 je debitiral na opernem odru v Salzburgu. Odtlej je nastopil na številnih evropskih odrih.
Predsednik države Slovenije Borut Pahor je Marka in njegovo sestro Bernardo leta 2022 odlikoval s srebrnim redom za zasluge za izjemne dosežke na področju glasbene poustvarjalnosti in predanost slovenski pesmi.
Poročen je s Cristino Vovk, s katero imata hčer Cecilijo.